# Євсевієве Євангеліє
Євсевієве (Галицьке) Євангеліє — короткий апракос, пам'ятка української мови, перепис фрагментів тексту зі старослов'янського перекладу Євангелія від Іоанна, від Луки, від Матвія, від Марка, виконаний для церкви святого Іоанна поповичем Євсевієм (напевне, в Галичі або, менш імовірно, в Холмі).
Написане церковнослов'янською мовою на українській основі. Знайдене в селі поблизу Молдови.
У післямові до апракосу (збірка євангельських читань) зазначено дату завершення переписування — 1283 рік. У Євангелії засвідчено визначальні риси української мови та, зокрема, її південно-західних діалектів. Молодий писар підсвідомо привніс у манускрипт чимало характерних для української мови рис, передусім фонетичних, що виразно засвідчують відмінності української мови від інших слов'янських мов.
Пам'ятку вперше опубліковано у 2001 році у Києві під назвою «Євсевієве Євангеліє 1283 року». Оригінал зберігається в Російській державній бібліотеці в Москві (шифр — М. 3168). Досліджувалася О. Соболевським (1898), Г. Голоскевичем (1914), В. Німчуком (2001).